# 擬鳥龍屬
擬鳥龍屬是偷蛋龍下目擬鳥龍科下的唯一一屬，生活於上白堊紀的蒙古，距今約7,000萬年前。牠的學名意思是「鳥類模仿者」，因為牠的樣子很像鳥類。

## 發現與物種

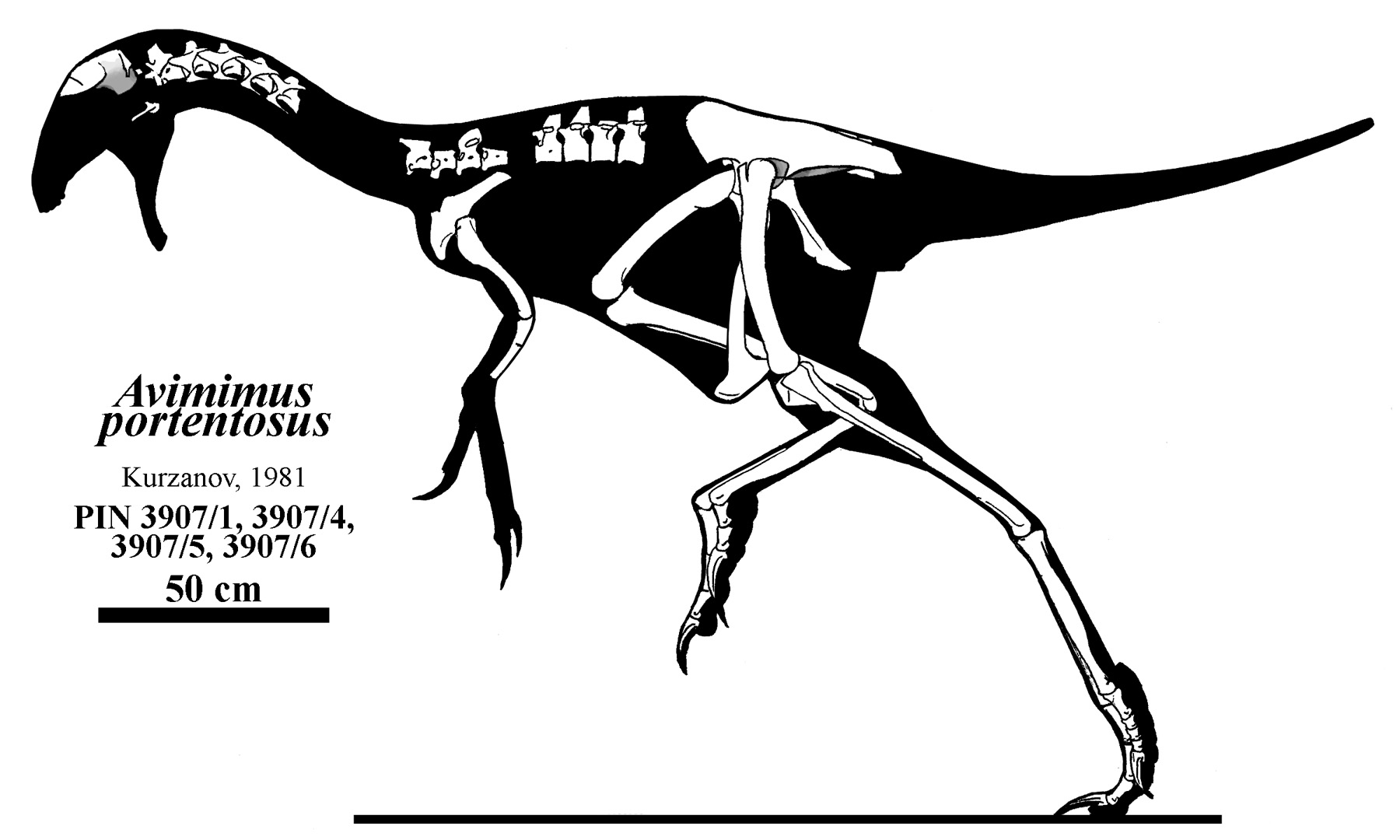
奇特擬鳥龍最初發現的四具化石所包含的骨骼部位

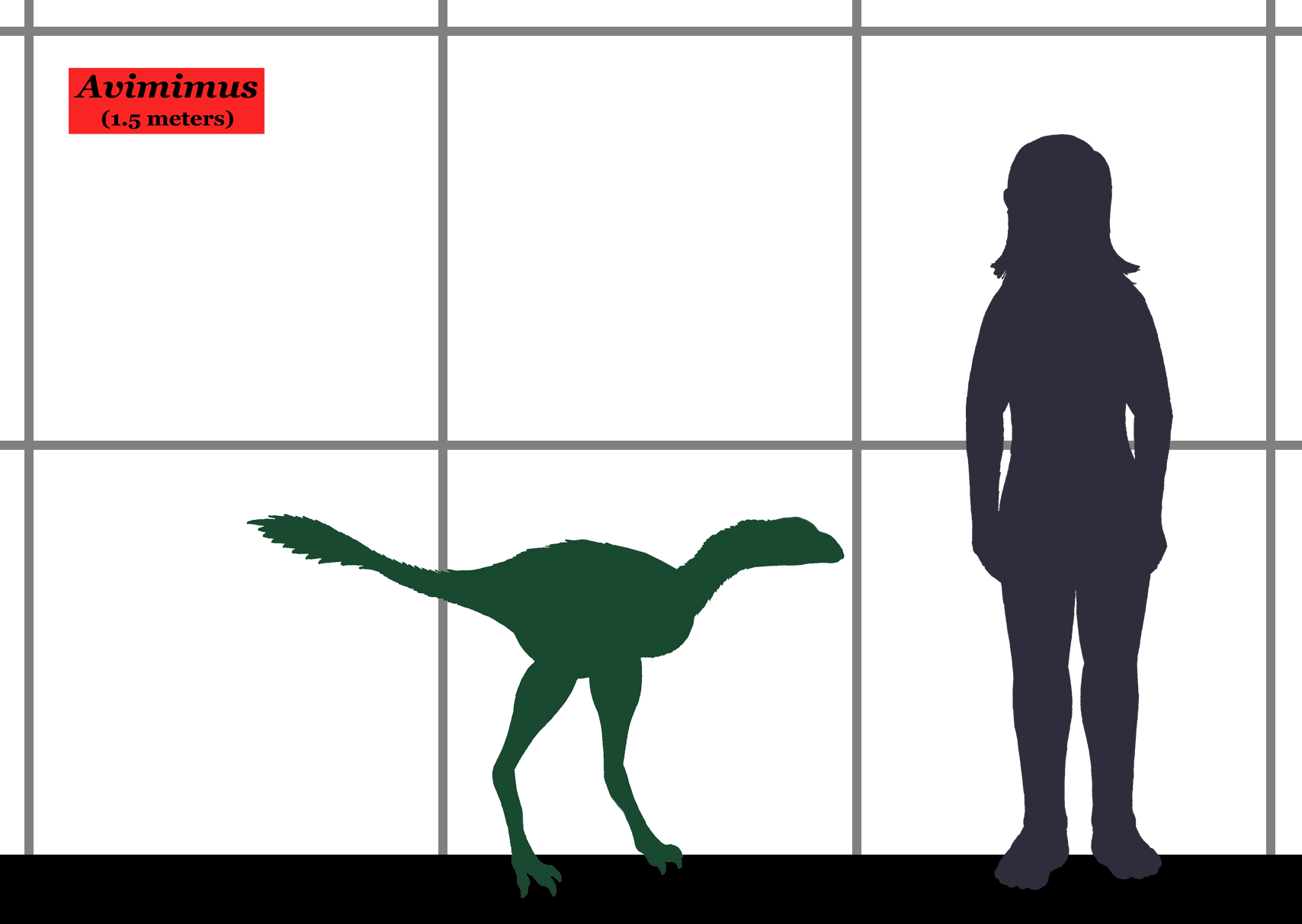
擬鳥龍與人類的體型比較圖

擬鳥龍的化石是由苏联挖掘團隊在蒙古發現，並於1981年由古生物學家Sergi Kurzanov命名。在過去，擬鳥龍的出土地點被認為屬於德加多克塔組（Djadochta Formation）。在2006年，另一個擬鳥龍標本被發現；而研究人員推測Kurzanov可能搞錯擬鳥龍的化石出土地點，應該是來自於更年輕的耐梅蓋特層。
模式種是奇特擬鳥龍（A. portentosus）。由於發現化石時，缺乏尾巴部分，Kurzanov當時認為擬鳥龍沒有尾巴。後來的其他擬鳥龍化石則具有尾椎，確定尾巴的存在。
在1996年，第二個擬鳥龍的化石被發現，是個接近完整的標本；後在2000年，這個化石經過正式的研究敘述。此外，該地區發現了許多小型獸腳類的足跡化石，被認為是擬鳥龍留下的。在2001年，一些零散化石被歸類於擬鳥龍屬，但不屬於奇特擬鳥龍，可能是另一個種，被標名為Avimimus sp.。
在2008年，菲力·柯爾（Phil Currie）帶領一個由加拿大、美國、蒙古的古生物學家團隊，宣稱發現一個有大量Avimimus sp.化石的屍骨層。這個屍骨層來自於納摩蓋吐組，位在西戈約特層的上方10.5公尺處。這些化石來自於至少10個擬鳥龍的個體，但地底下可能還有更多化石。這些化石包含成年個體、亞成年個體。成年個體的體型差異不大，顯示牠們是有限生長的動物。成年個體的跗蹠骨（Tarsometatarsus）、脛跗骨（Tibiotarsus）癒合程度高，也許多明顯的肌肉附著處。研究人員認為這些集體化石代表擬鳥龍是群居動物。

## 分類
由於擬鳥龍的外形類似鳥類，而非當時常見的恐龍，因此一度被認為是鳥類的近親。Kurzanov當時針對擬鳥龍而提出，與始祖鳥相比，擬鳥龍更接近鳥類的直系祖先；而始祖鳥並非鳥類祖先的近親，與過去的理論不同。但是，後來的系統發生學研究多不採納Kurzanov的假說。目前的大部分理論多將擬鳥龍歸類於偷蛋龍下目，這是一群多樣化、類似鳥類的手盜龍類恐龍。
在1981年，Kurzanov建立了擬鳥龍科（Avimimidae），以包含擬鳥龍屬。於1991年，薩克·查特吉（Sankar Chatterjee）設立了擬鳥形目（Avimimiformes），並包括了擬鳥龍在內。但是大部份古生物學家都不使用這個目，因為牠們都只包含擬鳥龍屬。一個近年研究將擬鳥龍歸類於偷蛋龍科的單足龍亞科。

## 古生物學

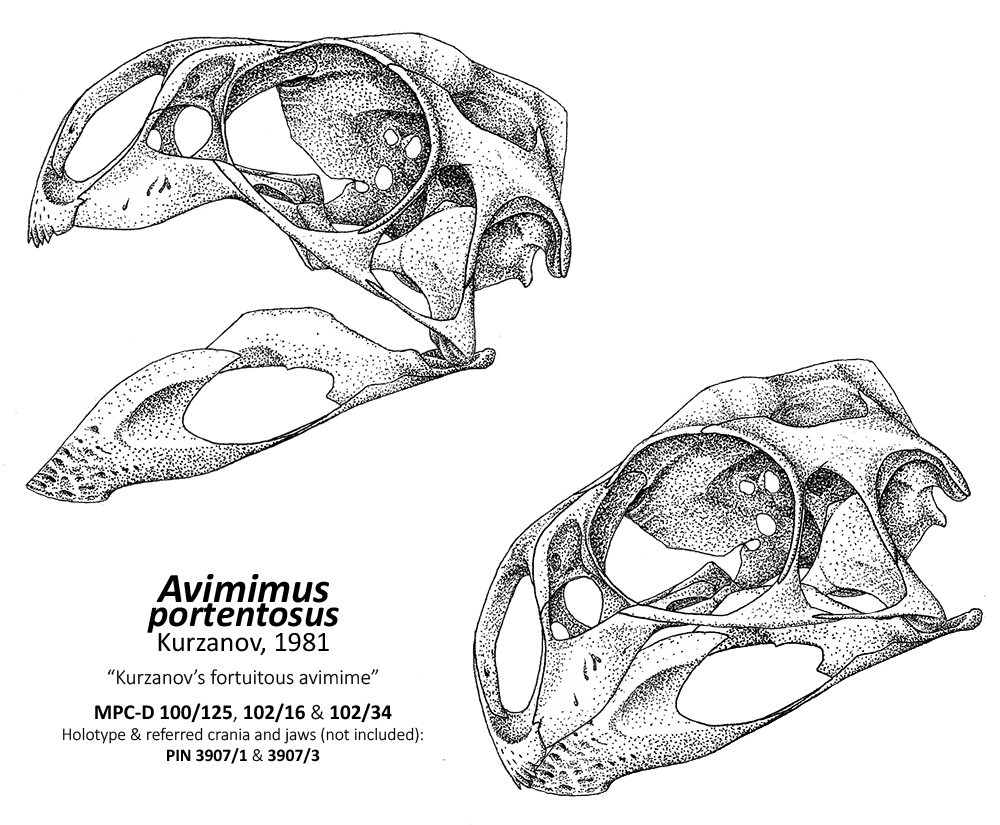
擬鳥龍的頭顱骨重建模型

擬鳥龍是一小型的恐龍，臀部高約45公分，身長1.5公尺。與身體比較，頭顱骨相當小型，但眼睛與腦部相較而言較大。保護腦部與眼睛的骨頭很大。科學家推測擬鳥龍具有大型腦部。
參考近親的偷蛋龍科及近頜龍科，擬鳥龍有類似鸚鵡的喙狀嘴，沒有牙齒。但是，在前上頜骨的尖端有一列像牙齒的伸出物，使喙狀嘴有鋸齒的邊緣。某些標本則被發現有前上頜骨小型牙齒。擬鳥龍被推測是草食性或雜食性的動物。Kurzanov則認為擬鳥龍是以昆蟲為食。
擬鳥龍的枕骨大孔（Foramen Magnum）相當大，枕骨大孔是頭骨上的洞，連接腦部與脊髓。枕骨髁（occipital condyle）小，顯示頭部的重量輕。頸部修長，頸椎較其他偷蛋龍下目更長。不像偷蛋龍科及近頜龍科，背椎沒有開口容納氣囊，可見擬鳥龍是較原始的動物。
前肢較短，手掌骨像鳥類一樣是癒合在一起，尺骨上有隆起物，Kurzanov解釋這是羽毛的附著點。在1987年，Kurzanov宣稱擬鳥龍的化石具有羽莖瘤；路易斯·齊亞比（Luis Chiappe）則宣稱在尺骨發現類似的腫塊，功能不明。Kurzanov認為這些羽莖瘤是羽毛的附著處，因此擬鳥龍可以初步的飛行。科學家目前普遍認為擬鳥龍具有羽毛，但不認為牠們能夠飛行。
腸骨長而且幾乎是水平的，形成很寬的臀部。對於尾巴的了解甚少，但從臀部顯示牠們的尾巴很長。腳部亦很修長，擬鳥龍被估計是很專長跑步的。擬鳥龍的脛骨比股骨長，這是善奔動物的特徵。牠們的腳部擁有三個腳趾，上有狹窄的尖狀趾爪。

## 外部連結
- See entry on Avimimus at DinoData (registration required, free) （页面存档备份，存于）
- Avimimus portentosus reconstruction.